# Préfecture d'Astara
La préfecture d'Astara (persan : شهرستان آستارا)  est une préfecture de la province du Gilan en Iran, sa capitale est Astara. La préfecture compte deux villes : Astara et Lavandevil.

## Démographie
Lors du recensement de 2006, la population du comté était de 79 416 personnes réparties dans 20 725 ménages. Le recensement suivant, en 2011, a dénombré 86 757 personnes réparties dans 25 176 ménages. Lors du recensement de 2016, la population du comté était de 91 257 personnes réparties dans 28 742 ménages.

## Divisions administratives
L'évolution de la population des divisions administratives du département d'Astara au cours de trois recensements consécutifs est présentée dans le tableau suivant. Le dernier recensement fait apparaître deux districts, quatre districts ruraux et deux villes.
| Divisions administratives    | 2006   | 2011   | 2016   |
| ---------------------------- | ------ | ------ | ------ |
| District central             | 58,695 | 64,069 | 68,443 |
| District rural de Heyran     | 3,061  | 2,500  | 2,718  |
| District rural de Virmuni    | 14,970 | 13,099 | 14,146 |
| Astara (ville)               | 40,664 | 48,470 | 51,579 |
| District de Lavandevil       | 20,721 | 22,688 | 22,814 |
| District rural de Chelevand  | 7,553  | 5,743  | 5,370  |
| District rural de Lavandevil | 6,796  | 6,328  | 6,209  |
| Lavandevil (ville)           | 6,372  | 10,617 | 11,235 |
| Total                        | 79,416 | 86,757 | 91,257 |